# Ancistrus centrolepis
Az Ancistrus centrolepis a sugarasúszójú halak (Actinopterygii) osztályának harcsaalakúak (Siluriformes) rendjébe, ezen belül a tepsifejűharcsa-félék (Loricariidae) családjába tartozó faj.

## Előfordulása
Az Ancistrus centrolepis Dél-Amerikában fordul elő. Az Andok északi folyóiban található meg; főképp a kolumbiai Atrato, Baudó és San Juan folyók medencéiben.

## Megjelenése
Ez a halfaj legfeljebb 18,4 centiméter hosszú.

## Életmódja
A trópusi édesvizeket kedveli. A víz fenekén él és keresi meg a táplálékát.